# Bulawayo
Bulawayo je glavni grad istoimene zimbabveanske pokrajine i drugi po veličini grad Zimbabvea. Nalazi se na jugozapadu zemlje, u regiji Matabeleland, udaljen 440 km od Hararea. Leži na rijeci Matsheumhlope, na oko 1350 metara nadmorske visine.
Grad je 1893. osnovao Cecil Rhodes. Status grada ima od 1943.
Djelatnosti uključuju tekstilnu i metaluršku industriju, proizvodnju automobilskih guma, pivovare, tiskare i izdavačke kuće. Grad je komercijalni centar za okolno poljoprivredno područje te prometno čvorište za gradove Livingstone (i obližnje Viktorijine slapove), Plumtree, Gaborone, Harare i Beitbridge. Od 1927. ima visoku tehničku školu.
Bulawayo je 2002. imao 676.650 stanovnika.

## Gradovi prijatelji
- Aberdeen, Škotska, Ujedinjeno Kraljevstvo
- Durban, Južnoafrička Republika

## Vanjske poveznice

### Ostali projekti
|  | Zajednički poslužitelj ima još gradiva o temi Bulawayo |